# Taco (sanger)
Taco Ockerse, bedre kendt som Taco er en popsanger fra Holland.